# Urška Perenič
Urška Perenič, slovenska literarna zgodovinarka in teoretičarka, slovenistka, nemcistka, urednica, * 5. december 1982, Postojna.
Deluje kot univerzitetna redna profesorica na Filozofski fakulteti Univerze v Ljubljani. Raziskuje in predava zgodovino slovenske književnosti s težiščem na 19. stoletju in prvi polovici 20. stoletja. Je tudi specialistka za empirično literarno vedo in sistemsko teorijo literature.

## Življenje
Osnovno šolo Dragotina Ketteja je obiskovala v Ilirski Bistrici, gimnazijo v Sežani, po maturi 2001 je študirala slovenski jezik in književnost in nemški jezik in književnost na Filozofski fakulteti Univerze v Ljubljani in pridobila strokovni naziv profesorica nemščine in slovenščine. Za diplomo na obeh oddelkih (Slovensko-nemški odnosi na primeru koroškega pisatelja Josefa Friedricha Perkoniga, 2005) in diplomski študij je 2006 prejela nagrado Slavističnega društva Slovenije. V času študija je bila s štipendijo DAAD v Stuttgartu, po njem pa asistentka za slovenščino na Zvezni realni gimnaziji za Slovence in Dvojezični zvezni trgovski akademiji v Celovcu. Podiplomski študij je v letih 2005–08 opravila na Oddelku za slovenistiko Filozofske fakultete v Ljubljani: najprej se je vpisala na znanstveni magisterij literarnih ved, 2006 ji je bil odobren neposredni prehod na doktorski študij literarnih ved in leta 2008 je doktorirala s tezo Konstrukcija nacionalnega literarnega sistema z vidika empirične sistemske teorije in pridobila naziv doktorica znanosti s področja literarnih ved.

## Delo
2009 je bila izvoljena v naziv docentke za slovensko književnost z literarno teorijo na Univerzi v Mariboru, kjer je med letoma 2007 in 2013 vzporedno predavala na Oddelku za slovanske jezike in književnosti na Filozofski fakulteti. Na Oddelku za slovenistiko Filozofske fakultete Univerze v Ljubljani je zaposlena od leta 2009 dalje, kjer je bila v naziv docentke za slovensko književnost izvoljena 2010. V zimskem semestru 2012/13 je bila gostujoča profesorica za slovenistiko na slavistiki Univerze na Dunaju. Februarja 2016 je bila izvoljena v naziv izredne profesorice, junija 2023 pa v naziv redne profesorice za slovensko književnost.
Od 2006 sodeluje na Seminarju slovenskega jezika, literature in kulture kot lektorica za slovenščino in s predavanji o slovenski književnosti, s predavanji pa je gostovala še na akademskih inštitucijah na Dunaju, v Pragi, v Zagrebu, v Los Angelesu in na strokovnih srečanjih doma. Dodatno se je izobraževala na Inštitutu za medijske raziskave Univerze v Siegnu. Njena raziskovalna in predavateljska področja so empirična literarna znanost, sistemske obravnave literature, slovenska književnost 19. in 1. polovice 20. stoletja, zlasti pripovedništvo, društvene oblike literarnega življenja (čitalnice), literarne ustanove in mediji, nemško (žensko) avtorstvo na Slovenskem, prostor v literarni vedi in kulturi. 
Je članica Slavističnega društva Slovenije, članica Society for Slovene Studies, mednarodnega združenja za empirično literarno znanost IGEL. Opravlja funkcijo urednice in tehnične urednice pri osrednjem slovenskem jezikoslovnem in literarnovednem časopisu Slavistična revija. Sodelovala je pri avstrijskem projektu Enzyklopädie der slowenischen Sprache und Literatur in Kärnten (2007–), v letih 2011–14 je sodelovala v raziskovalnem projektu Prostor slovenske literarne kulture: Literarna zgodovina in prostorska analiza z geografskim informacijskim sistemom (v tem okviru je uredila posebno številko Slavistične revije z naslovom Prostor v literaturi in literatura v prostoru = Space in literature and literature in space) in pri drugih projektih (Encyclopedia of Romantic Nationalism in Europe, Slovenska pisateljska pot idr.). Sodeluje v raziskovalni skupini pri Znanstvenoraziskovalnem inštitutu Filozofske fakultete in v raziskovalnem projektu Nacionalni pesniki in kulturni svetniki Evrope: Komemorativni kulti, kanonizacija in kulturni spomin (2014–17). Objavlja v revijah Primerjalna književnost, Slavistična revija, Jezik in slovstvo, Filološke študije, Riječ, Slovene Studies, Studia Historica Slovenica, Neohelicon, v domačih in tujih simpozijskih in kongresnih zbornikih idr. O literarnovednih temah je govorila na radiu in televiziji. V letih 2013 in 2014 je bila v žiriji nagrade kresnik za najboljši slovenski roman (2015 je iz nje izstopila). Od 2016 je članica strokovne komisije za književnost pri Prešernovem skladu.
Doma je s Kettejevega Prema, živi v Postojni.

## Izbor iz bibliografije

#### Monografije
- Jaz pa nikoli nisem sanjal: Opus Borisa Pahorja med življenjem in pisanjem (urejanje Urška Perenič, 2024)
- »Trst, to je tam, kjer je Boris Pahor« (uredila Urška Perenič in Igor Grdina). Ljubljana: Slovenska matica, 2024. (Odstiranja; 11)
- Ivan Tavčar (1851-1923): Na valovih življenja. Ljubljana, Beletrina, 2023.
- Josip Jurčič: literarno- in kulturnozgodovinski portret (uredili Urška Perenič in Neža Zajc). ZRC (IKZ, Biografske študije 21), 2023.
- Luize Pesjakove pesmi za slovensko mladost v zrcalu bidermajerja. Celje: Mohorjeva družba, 2022.
- Josip Jurčič: Pripovednik svojega in našega časa. Ljubljana: Beletrina, 2021.
- Prvi slovenski družinski roman v obliki dnevnika. Ljubljana: Znanstvena založba Filozofske fakultete, 2019.
- Empirija v literarni vedi. Ljubljana: Znanstvena založba Filozofske fakultete, 2014.
- Empirično-sistemsko raziskovanje literature: Konceptualne podlage, teoretski modeli in uporabni primeri. Ljubljana: Zveza društev Slavistično društvo Slovenije, 2010. (Slavistična knjižnica, 16)
- Sončna ura: Pisemska korespondenca Borisa Pahorja in Marije Žagar (1961–1996). Ljubljana: Slovenska matica, 2010.
- Ljubezni pregoreče roža se razcveta (Dragotin Kette in Bogomil Fatur). Ljubljana: JSKD, 2016.

#### Razprave idr.
- V prerezu slovenske empirične literarne znanosti = At the intersection of Slovene empirical literary studies. Slovenska literarna veda danes. Slavistična revija 61/1 (2013). 275–84, 285–95.
- Intersubjektivnost kot etično načelo (empiričnega) literarnega raziskovanja. Etika v slovenskem jeziku, literaturi in kulturi: Zbornik predavanj. Ur. Aleksander Bjelčevič. Ljubljana: ZIFF, 2013. 30–34 Arhivirano 2013-11-11 na Wayback Machine..
- Perspektive empirične sistemske teorije z vidika mlajše generacije – doslednost, odprtost, zanesljivost. Primerjalna književnost 31/2 (2008). 113–35.
- The literary activities of mid-nineteenth-century politico-cultural societies: A Systemic approach. Slovene Studies 33/1 (2011). 61–71.
- Kulturno življenje v društvih sredi 19. stoletja in njihova vloga pri oblikovanju literarnega polja. Vloge središča: Konvergenca regij in kultur. Ur. Irena Novak Popov. Ljubljana: Zveza društev Slavistično društvo Slovenije, 2010 (Zbornik SdS, 21). 233–44.
- An Overview of literary mapping projects on cities: Literary spaces, literary maps and sociological (re)conceptualisations of space. Neohelicon: Acta comparationis literarum universarum 41/1 (2014). 13–26.
- The cartographic representation and analysis of (Slovene) writer-careers: Methodology and first results of the Slovene project. Mapping spatial relations, their perceptions and dynamics: The city today and in the past.  Ur. Susanne Rau, Ekkehard Schrönherr. Cham etc.: Springer, 2014. 177–94.
- Kartiranje biografij slovenskih književnikov: Od začetkov do sodobne prostorske analize v GIS. Primerjalna književnost 36/2 (2013). 163–183, 298–302.
- Čitalništvo v perspektivi družbenogeografskih dejavnikov = The reading societies network and socio-geographic dynamics. Prostor v literaturi in literatura v prostoru. Slavistična revija 60/3 (2012). 365–82, 383–400.
- Jamnica: Roman soseske. Prežihov Voranc, Jamnica. Spremna beseda Urška Perenič in Miran Hladnik. Ljubljana: Študentska založba; Ravne na Koroškem: Prežihova ustanova, 2010.
- Beno Zupančič in njegova pripoved o med- in povojni Ljubljani. Studia Historica Slovenica 13/2-3 (2013). 767–78.
- Bela lisa na (nacionalnem) literarnozgodovinskem zemljevidu [o pesnici Marii Luckmann]. Riječ 4/2 (2008). 212–26.
- Nemško pesništvo Marie Luckmann (28. 8. 1964 – 5. 3. 1947) kot stereotipija slovenstva. 43. SSJLK: Stereotipi v slovenskem jeziku, literaturi in kulturi. Ljubljana: FF, 2007. 211–14.
- Poetische Versuche 1843–1844 Luize Pesjak – poskus umestitve dela nemške ustvarjalnosti na Slovenskem v okvir slovenske literarne zgodovine. Slavistična revija 54/2 (2006). 233–44.
- Stiki Josefa Friedricha Perkoniga s slovenskimi intelektualci in pisatelji. Slavistična revija 53/4 (2005). 583–95.
- Bogomir Magajna, Dragotin Kette, Miroslav Vilhar, Fran Milčinski, Ivan Cankar, France Bevk. Slovenska pisateljska pot: Vodnik po domovanjih 106 pesnikov in pisateljev. Ur. Željko Kozinc. Radovljica: Didakta, 2013.
- Pesništvo Vilija Steguja v širšem kontekstu slovenske poezije: [U]gašajoče sanj[anj]e. Vili Stegu: Samotna pot. Ljubljana: Društvo 2000. 197–213.
- Ivan Albreht med domačijsko in pokrajinsko povestjo. Vas na meji: Zbornik ob 120. obletnici rojstva Ivana Albrehta. Ur. U. Orešnik. Logatec: Knjižnica, 2013. 14–27.